# Oncicola michaelseni
Espèce
Oncicola michaelseni est une espèce d'acanthocéphales de la famille des Oligacanthorhynchidae. C'est un parasite digestif du Blaireau.